# Electrogena zimmermanni
Electrogena zimmermanni is een haft uit de familie Heptageniidae. De wetenschappelijke naam van de soort is voor het eerst geldig gepubliceerd in 1984 door Sowa.
De soort komt voor in het Palearctisch gebied.